# Edgar (król Szkocji)

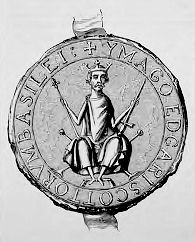
Piczęć króla Edgara

Edgar (ur. 1074, zm. 8 stycznia 1107) – król Szkocji od 1097, najstarszy syn Malcolma III Canmore'a z jego drugiego małżeństwa, z Małgorzata Szkocką (który przeżył dzieciństwo). Pierwszy król Szkotów o mieszanym rodowodzie celtycko-anglosaskim.
W 1098 oddał Hebrydy Magnusowi III. Święty Aelred opisał go jako dobroczyńcę Kościoła, porównując do Edwarda Wyznawcy.